# 京bizX
『京bizX』（きょうビズ・エックス）は、2016年4月1日から2022年3月25日までKBS京都テレビで放送されていた経済関連の報道番組。京都創造者大賞2017「京都創造者賞」受賞。

## 概要
『京biz』、『京bizW』、『京bizS』に続く京bizシリーズの第4弾。京都の経済動向を伝えるコーナーを中心に著名人へのインタビューなど、経済以外のコーナーも併せて放送している。
2022年3月25日の放送をもって終了。2022年4月1日より、後番組の「Kyobiz」に引き継がれている。

## 放送時間
- 2016年4月1日 - 2017年3月31日  21:00-22:00
- 2017年4月1日 - 2022年3月25日  21:00-22:25

## キャスター
- 竹内弘一（2021年3月までKBS京都アナウンサー） - 『京biz』『京bizW』『京bizS』からの継続。
- 池田琴弥 （2020年10月～2022年3月）
- 遠藤奈美（KBS京都アナウンサー）（～2020年9月） - 『京bizS』からの継続。
- 羽田優里奈（2018年4月～2022年3月）
- 石田鮎美（2017年4月～2018年3月）

## コメンテーター
- 水巻善典（プロゴルファー）
- 山田啓二（元・京都府知事）
- 矢島里佳 (aeru代表)
- 鈴鹿可奈子 (聖護院八ッ橋総本店 専務)
- 安田洋祐 (経済学者)
- 堀場厚（堀場製作所 代表取締役）
- 堀潤（ジャーナリスト）
- 西脇隆俊（京都府知事）

## 主なコーナー
竹内弘一責任編集 ジャーナルX
その週に主に京都で起きたニュースを伝える。メインキャスター竹内弘一が、現場に飛び出し独自の視点でリポート、スタジオでわかりやすく解説するコーナー。
ビジタネ
京都府内の中小企業を竹内キャスター、遠藤アナウンサーが取材し、その模様を伝える。2020年10月からは 池田琴弥も取材に加わる。
おさらいエコのみぃ
京都の経済ニュースを伝える。担当は遠藤アナウンサー。（2020年10月からはスタジオは、 池田琴弥。ニュース本記ナレーションは、引き続き遠藤アナウンサー。）
8ミニッツ
竹内キャスターの著名人へのインタビューコーナー。経済関連の話題には特化しておらず、公開される映画の出演者が出演する場合もある。また、竹内キャスターがパーソナリティを務めるKBS京都ラジオ「竹内弘一のズキューン！」で、音声のみ放送することもある。（インタビュー自体をラジオスタジオで収録することもある。）
To Tell The Truth
帰国子女である遠藤アナウンサーが、京都の街角で外国人観光客に「京都のいいところ、改善点」を本音ベースでインタビューする。流暢な英語とともに、スペイン語なども一部堪能であり、多くの国籍の外国人へ対応している。（時期不明であるが暫くこのコーナーは休止している模様）
マチネタ
京都の新店舗など、話題のスポットを羽田優里奈、竹内キャスター、遠藤アナウンサーが取材し、その模様を伝える。飲食店の場合、各アナウンサーがお店で提供されているアルコール類を飲む場面が多い。
すぐれもの
羽田優里奈が、京都ゆかりの「すぐれもの」な商品を紹介する。商品を製造している社員がプレゼンゲストとして招かれる。
KyotoISM
京都に関連するトピックスを伝える。同局で平日17:45～18:00に放送中の「newsフェイス」で取り上げた特集を、テロップ等を再編集して放送することも多い。（稀に、「Kyobiz X」で先に放送して「newsフェイス」で後日放送する場合もある）
ブレインショット
コメンテーターに水巻プロが出演する場合に放送。竹内キャスターにゴルフの技術を伝授する。
京の手みやげ
番組終了前のコーナーで、京都の土産品を紹介する。
エンディングは、三条大橋交差点を映したお天気カメラの映像であるが、京都でのイベントの紹介を行う場合は、その映像が背景になる。

## テーマ曲

### オープニング
- 「季節（とき）のページ」 - 和紗

### エンディング
- 「明日になれば」 - 和紗

## スタッフ
- OPタイトル：第弐表現
- スタジオセット：毎日舞台
- 照明：大阪共立
- ヘアメイク：谷口友季子
- 音声：石浦一太、中川大輔(リンクス)
- カメラ：大木智和(大阪共立)、高見祐介(大阪共立)
- リモート：榎谷和樹
- VTR：梅原佳資
- SW：三谷卓也
- VE：松浦勉(大阪共立)
- プロデューサー：南哲也→薗田眞紀
- OP・EDテーマ：和紗